# Super Dæk Service
Super Dæk Service Danmark A/S  er en dansk bilservice- og autoværkstedkæde. Virksomheden har hovedkvarter i Brørup med 70 afdelinger i Danmark. De er specialiseret i dæk & fælge, aircondition, stenslag, bremser og reparationer. Virksomheden er et datterselskab til dækimportøren NDI Group, som ejes af familien Kristensen. I 2022 havde Super Dæk Service Danmark ca. 550 ansatte og en omsætning på 845 mio. danske kroner.